# Kromosomavvikelse
Kromosomavvikelser innebär att kromosomuppsättningen hos en individ avviker från det normala antalet kromosomer och/eller att en eller flera kromosomer har förändrad struktur. Kan vara förknippad med sjukdom men behöver inte vara det. Kromosomavvikelser delas ofta upp i konstitutionella som finns i samtliga somatiska celler, samt förvärvade som uppstår senare i livet. De allra flesta kromosomavvikelser som resulterar i ett avvikande antal kromosomer är mycket allvarliga och oftast inte kompatibla med liv.

## Några vanliga typer av avvikelser
- Robertsonsk translokation - Innebär att de två långa armarna på två icke-homologa akrocentriska kromosomer fusionerar vid centromeren. De två korta armarna förloras.
- Reciprok translokation - När två icke-homologa kromosomer utbyter genetiskt material.
- Deletioner - En bit av en kromosom förloras, kan antingen vara en terminal del eller ett mittensegment.
- Inversioner - Ett kromosomalt segment bryts på två punkter, vrids 180 grader och slutligen återsluts vid de brytna ändarna.
- Ringkromosomer - När ändarna av en kromosom fusioneras.
- Trisomi -  När en person har tre exemplar i stället för två av någon kromosom i sina celler. Den vanligaste trisomin är den för kromosom 21, även kallat Downs syndrom.
- Insertion - Ett eller fler extra nukleotidpar hamnar i en DNA-sekvens.